# Sava Lešić
Sava Lešić (Knin, 23 de febrero de 1988) es un baloncestista serbio que mide 206 cm, cuya posición en la cancha es la de pívot. Actualmente forma parte del KK Borac Čačak de la Liga Serbia de Baloncesto.

## Trayectoria
En 2009, firma por el KK Partizán de Belgrado proveniente del KK Superfund Basket Plus de la Segunda División serbia, donde había promediado 16.4 puntos, 6,2 rebotes y 1.1 asistencias en 25 partidos. Se inició en el KK Pozarevac aunque pronto pasó a las filas del Partizán para ser cedido al Superfund para crecer como jugador.
En 2010, Lesic, quien firmara un contrato por cuatro años en su momento, ha acordado con el club su desvinculación del Partizan. Más tarde, jugaría en Estrella Roja, en Ucrania y Rusia.
En 2015, tras jugar en el Enisey Krasnoyarsk, donde ha promediado este año en la VTB League 10.5 puntos y 5.1 rebotes por partido, firma con el Union Olimpija, donde realiza una gran campaña la liga eslovena y en Eurocup.
El ala-pívot serbio comenzó la campaña 2016-17 en Italia con el Pallacanestro Reggiana y en abril de Sava Lesic ha llegado a un acuerdo para lo que resta de temporada con el Mega Leks, según anunció el agente Misko Raznatovic.
En 2017, regresa a Serbia para jugar en las filas del KK Mega Leks, con el que disputa la temporada 2017-2018.
En la temporada siguiente, firma por el KK Igokea, donde jugaría dos temporadas en Bosnia y Herzegovina.
En la temporada 2020-21, regresa a Serbia para jugar en el KK FMP de la Liga Serbia de Baloncesto. Al término de la temporada, se marcha a Irán para jugar unos meses en el Zob Ahan Isfahan BC.
El 22 de septiembre de 2021, firma por el KK Borac Čačak de la Liga Serbia de Baloncesto.